# 플립플롭 버퍼링
버퍼가 1개밖에 없다면, 입출력 채널이 데이터를 버퍼에 입력하는 일과 프로세서가 데이터를 처리하는 일이 동시에 일어날 수 없기 때문에 입력-처리-입력-처리 순으로 순차적으로 진행되게 된다. 채널이 데이터를 버퍼에 저장하는 동안에는 프로세서가 그 데이터를 접근할 수 없기 때문에 쉬어야 한다. 그러나 버퍼가 2개 있다면 입출력과 처리 작업이 동시에 일어날 수 있다. 즉, 채널이 데이터를 버퍼 하나에 저장하는 동안 프로세서는 다른 버퍼에 있는 데이터를 접근하여 처리할 수 있다. 이렇게 하면 버퍼 1개를 사용할 때보다 수행시간이 단축될 것이다. 이러한 방법을 플립플롭 버퍼링(flip-flop buffering)이라고 한다.